# Svatý Jan Nepomucký jako almužník
Svatý Jan Nepomucký jako almužník je socha Ferdinanda Maxmiliána Brokoffa asi z roku 1725, která stojí před jižním průčelím kostela svatého Ducha v Praze na Starém Městě spolu s krucifixem z roku 1888.

## Historie

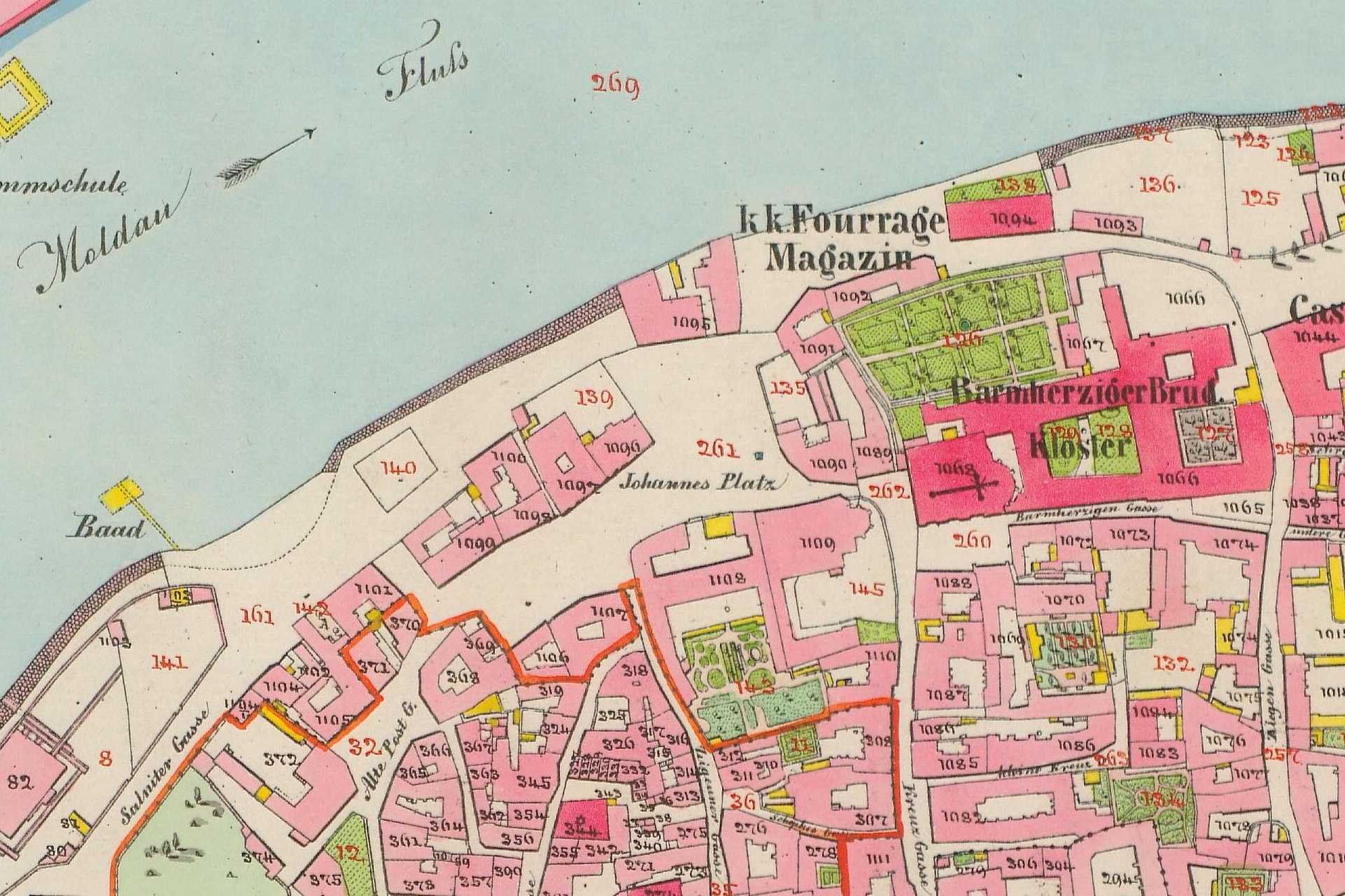
Praha, Staré Město, bývalé Janské náměstí na mapě stabilního katastru. Na jižní straně náměstí je patrný zrušený kostel svatého Kříže většího a cyriacký klášter.

Podstavec sochy původně stál na Jánském náměstí (dnešním náměstí Curieových) před kostelem svatého Kříže Většího. Tento raně gotický kostel byl součástí kláštera, který patřil řádu Křižovníků s červeným srdcem (cyriakům). Jan Nepomucký zde byl v roce 1393 pohřben. Asi v roce 1396 bylo jeho tělo přemístěno do katedrály svatého Víta. Kostel stával naproti kostelu svatého Šimona a Judy a byl v roce 783 zrušen a v roce 1890 zbořen. Na jeho místě stojí budova základní školy čp. 886. 
Sochu nechal postavit probošt kláštera Jan Mändl ze Steinfelsu (proboštem 1717-1730) a podle ní se začalo náměstíčku říkat Jánské.
Socha svatého Jana byla místem svatojanských pobožností. Při stavbě příležitostné dřevěné kapličky pro svatojanské slavnosti byla původní socha před rokem 1878 zničena a byla nahrazena současnou Brokoffovou sochou, která předtím stávala před staroměstským kostelem svatého Mikuláše.

## Popis
Socha Ferdinanda Maxmiliána Brokoffa zobrazuje svatého Jana Nepomuckého v méně obvyklé podobě jako almužníka. Světec nemá své obvyklé atributy: pět hvězd a krucifix.
Je umístěna na soklu, datovaném z roku 1727. Letopočet je uveden ve dvojí podobě. V textu na přední straně v podobě chronogramu (IIIIMVCIVDVLIVLI = MDCLLVVVVIIIIIII) a na zadní straně soklu arabskými číslicemi. 
Na soklu jsou tři reliéfy ze života svatého Jana, které zobrazují jeho umučení, nalezení a pohřbení. Nápis na přední straně soklu:
HONORI

BEATI IOANNIS NEPOMVCENI

APVD NOS POST FATA SVA

GLORIOSE SEPVLTI

Překlad:
Poctě blahoslaveného Jana Nepomuckého, u nás po neštěstích svých slavně pohřbeného.

Socha je kulturní památkou číslo 38165/1-9 (Pk•MIS•Sez•Obr•WD)
V roce 2020 byla zrestaurována.

## Galerie

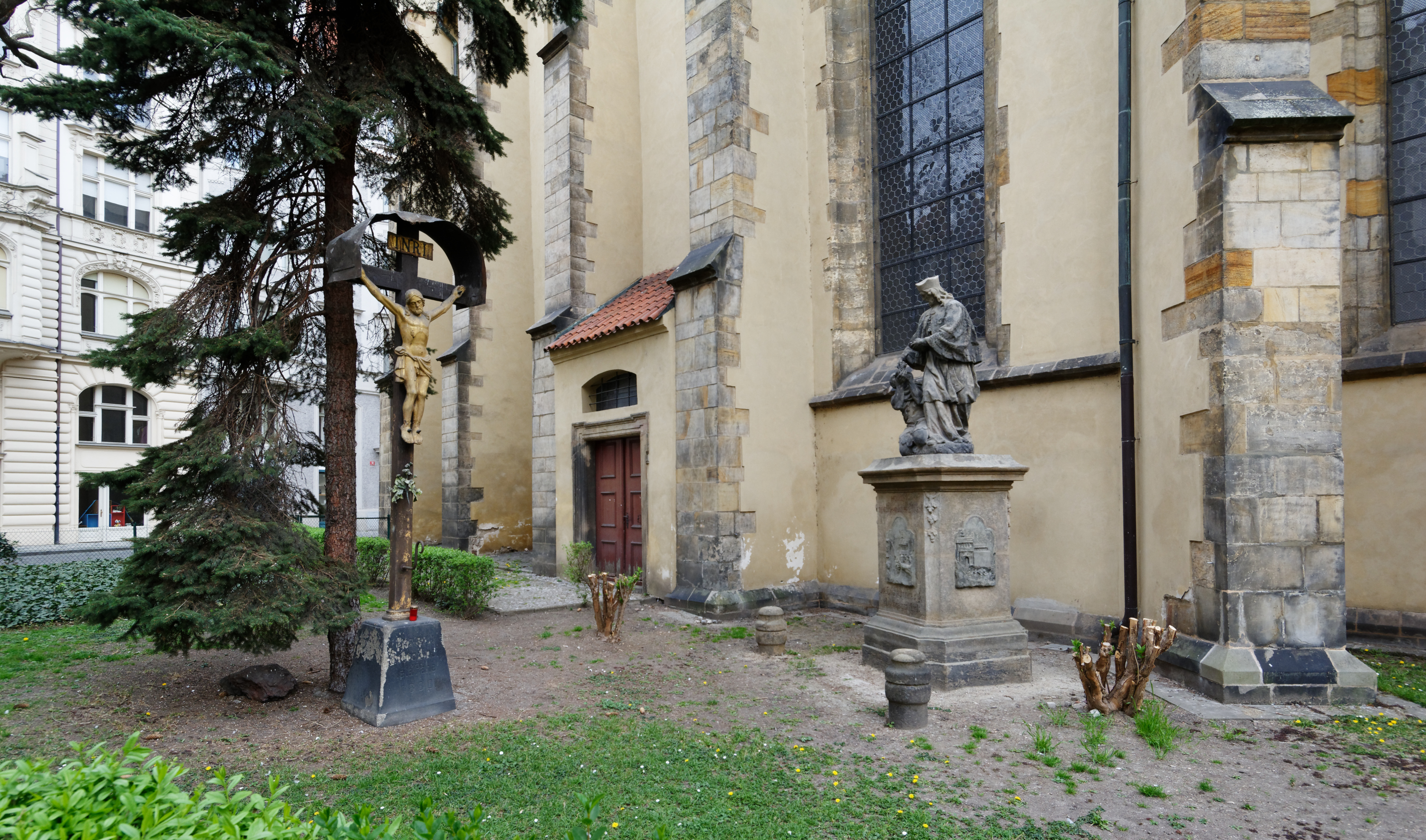
Prostranství před jižním průčelím kostela svatého Ducha, Praha, Staré Město.
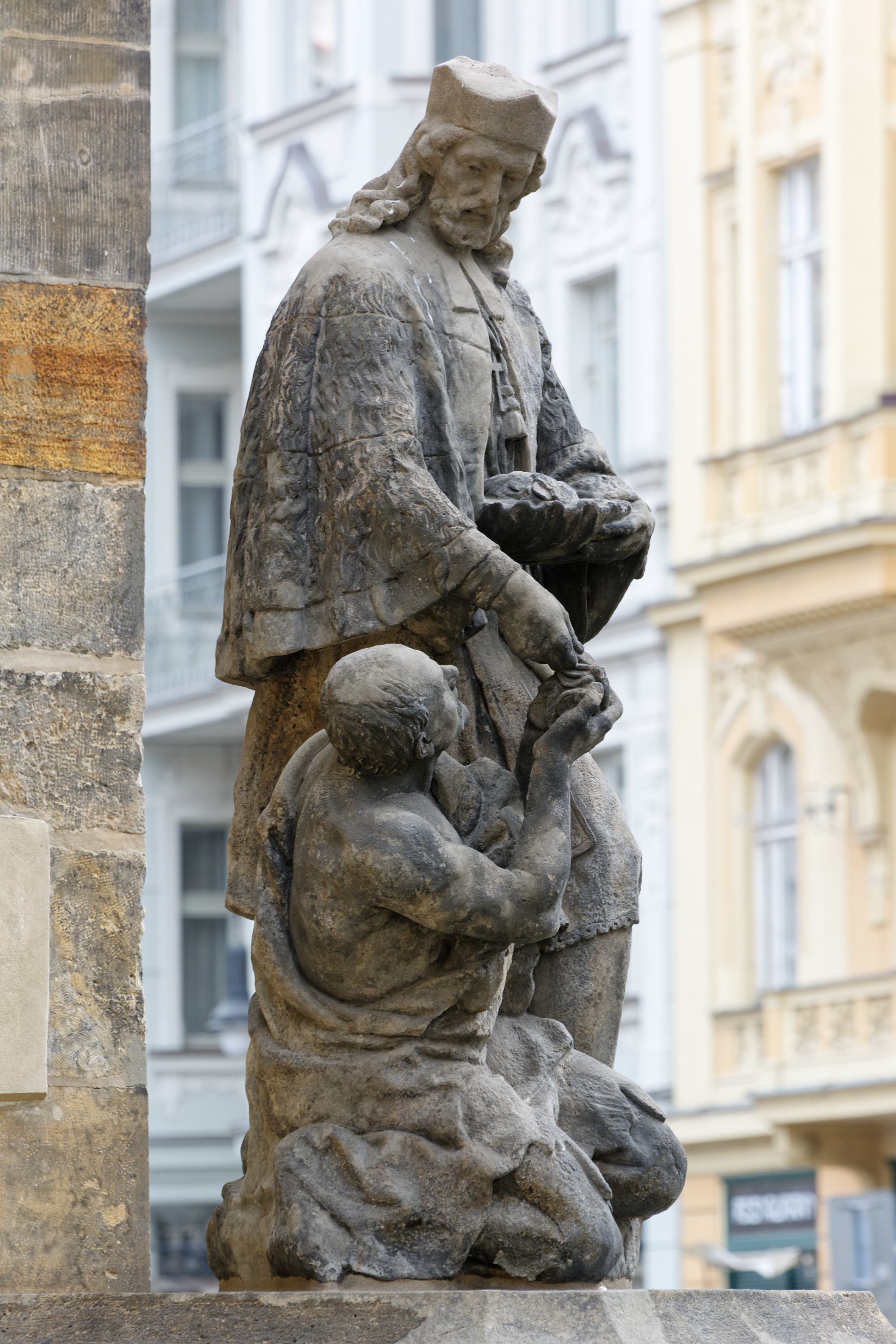
Detail sochy
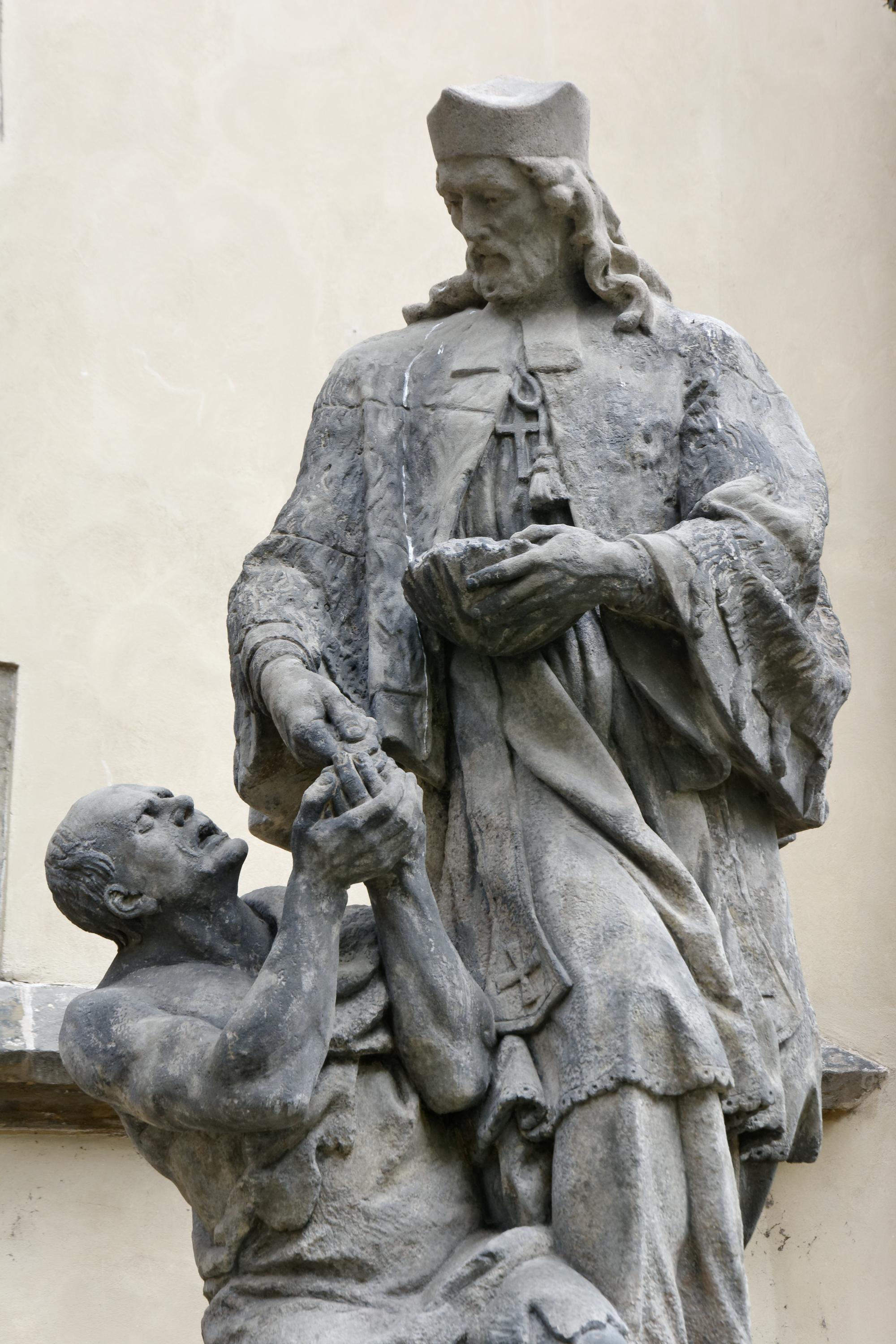
Detail sochy
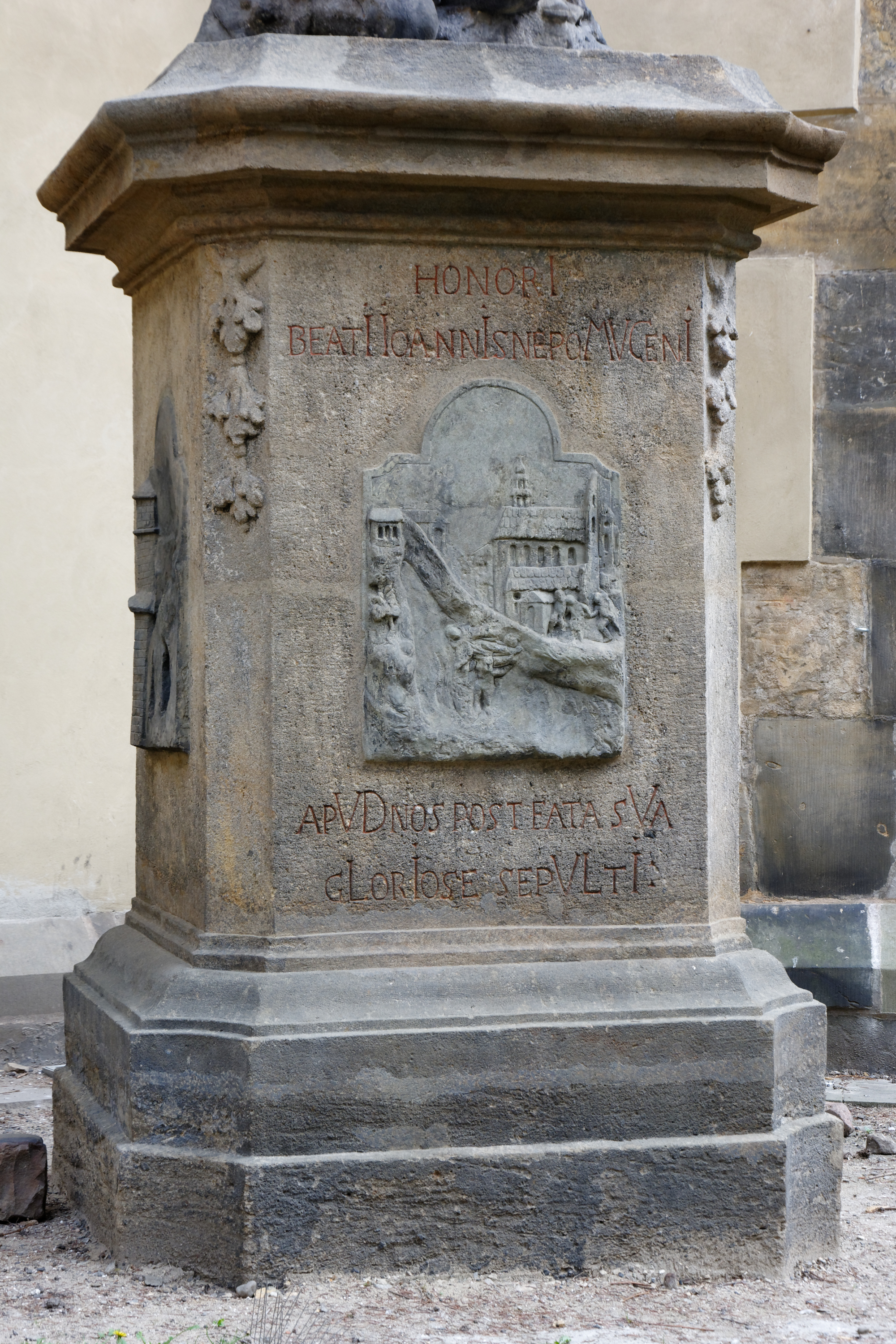
Přední strana soklu.
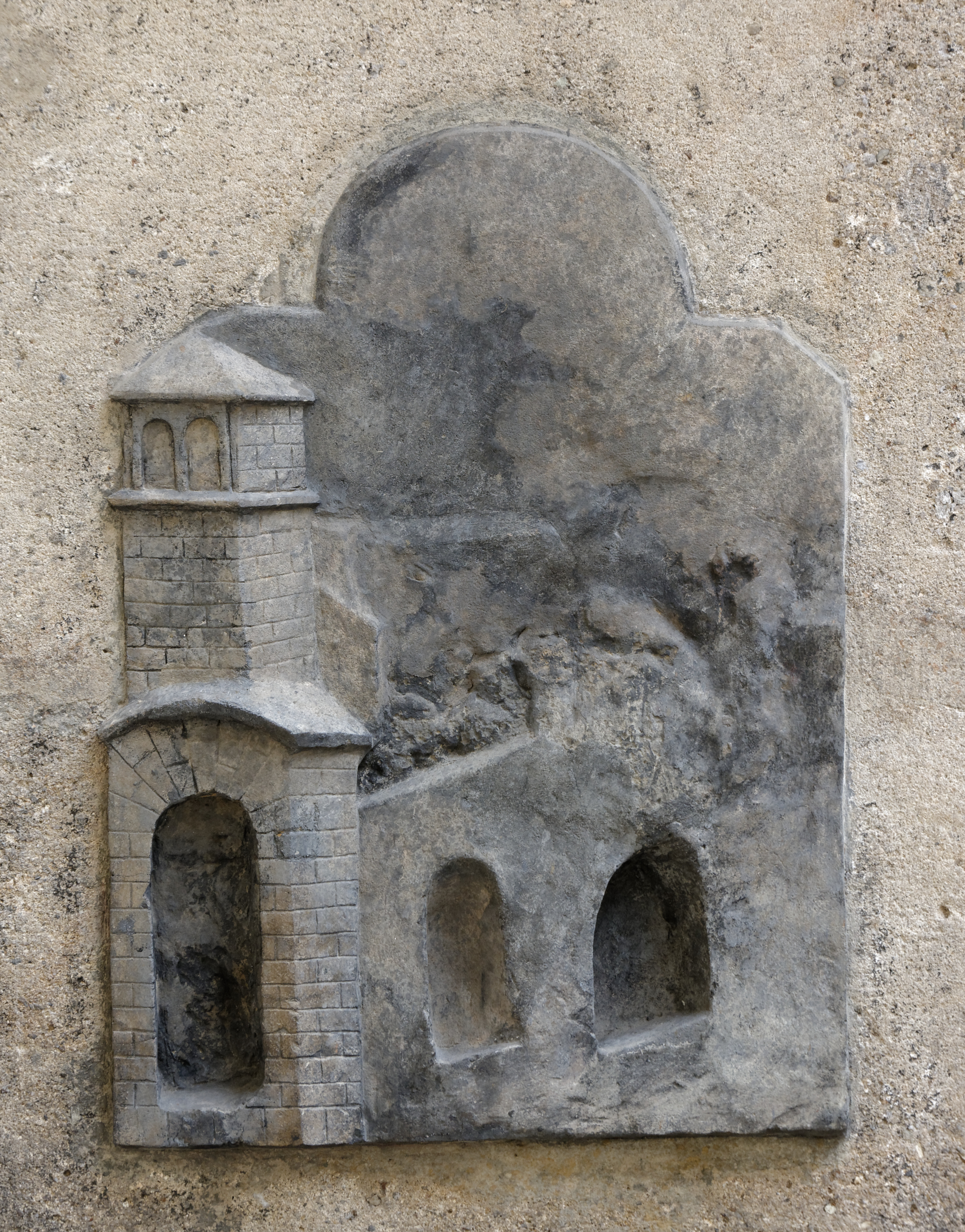
Reliéf na levé (západní) straně soklu – umučení svatého Jana.
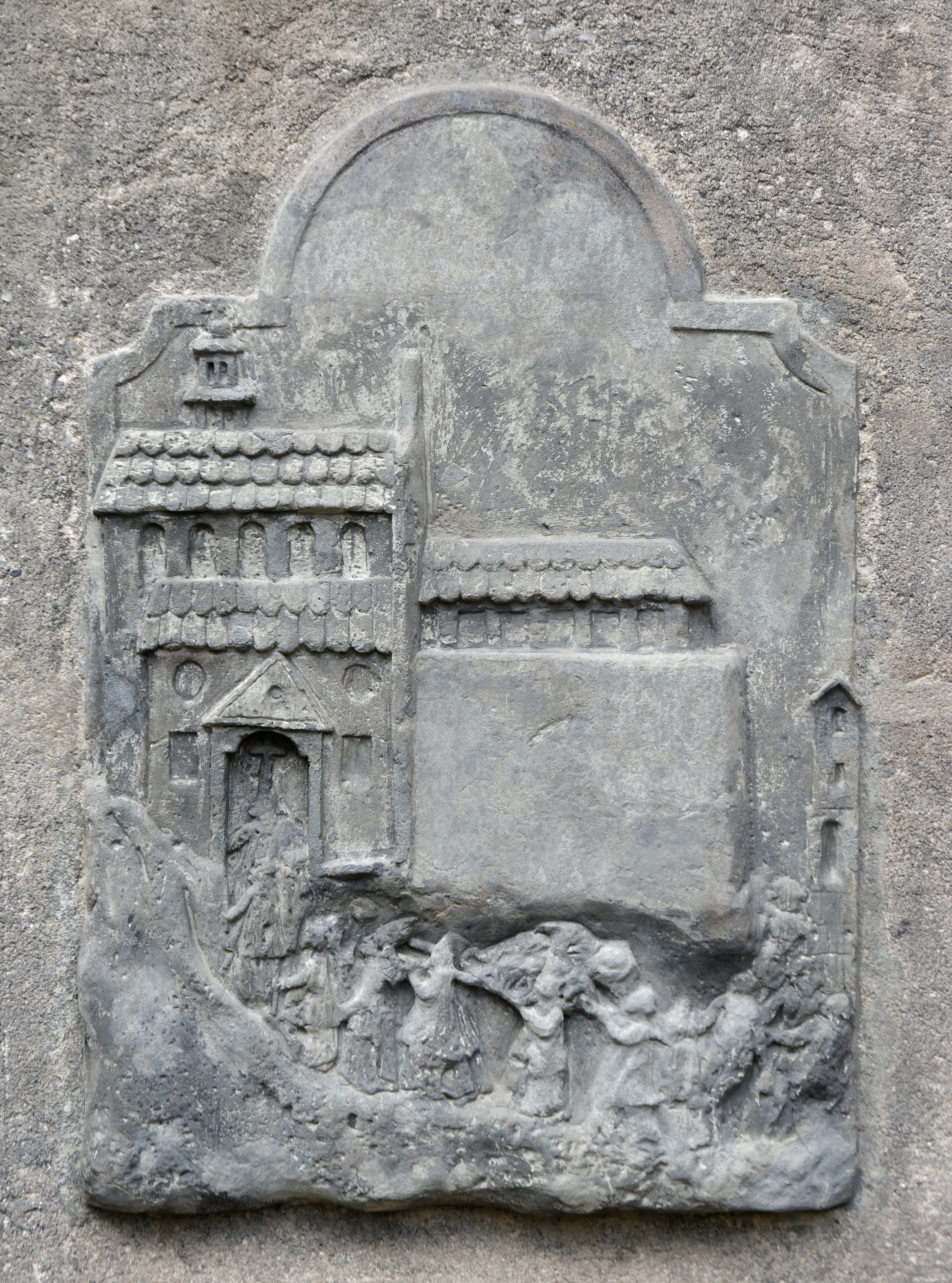
Reliéf na pravé (východní) straně soklu – pohřbení svatého Jana.
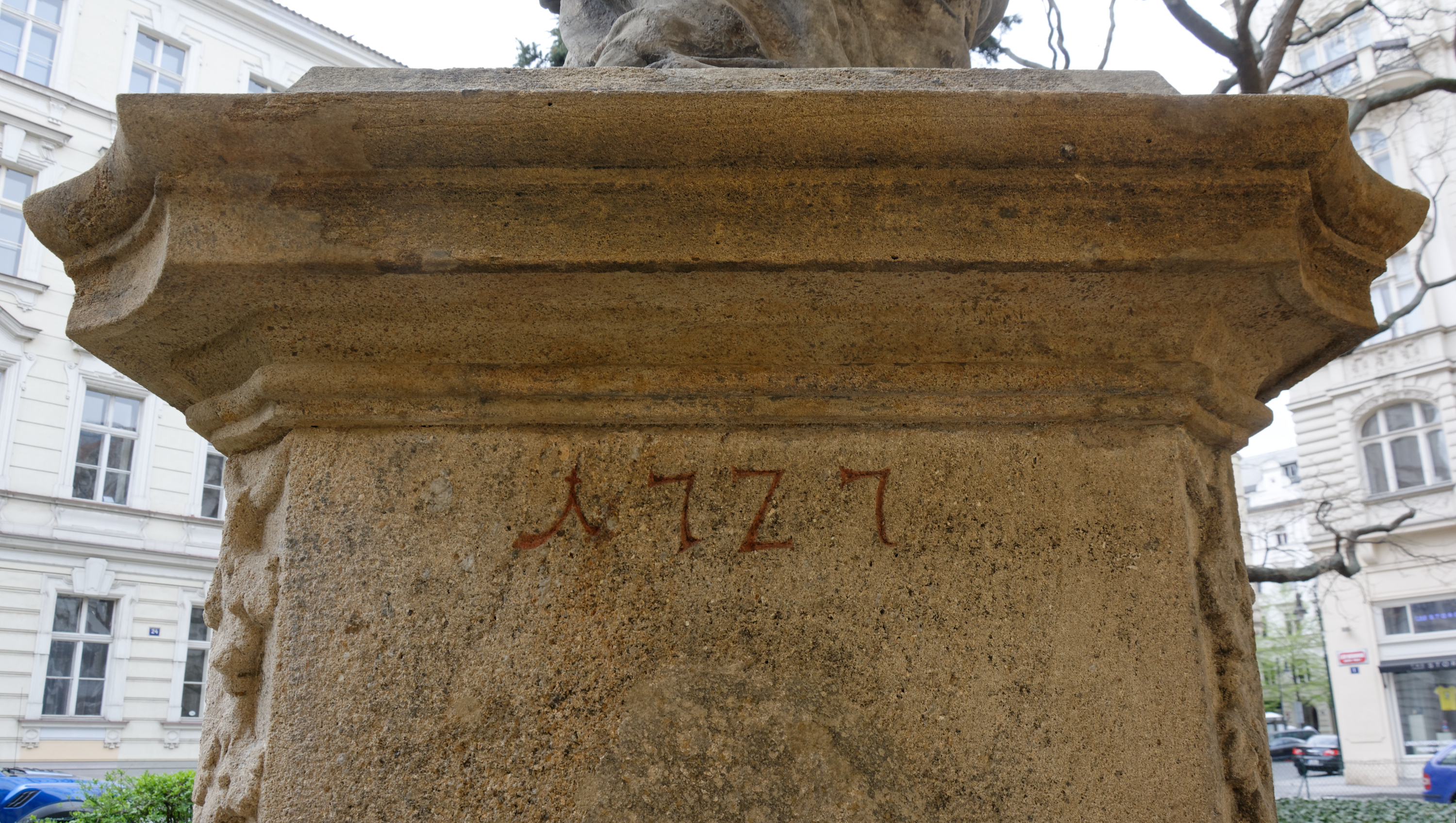
Letopočet 1727 na zadní straně soklu.